# Tomislav Brkić
Tomislav Brkić (* 9. März 1990 in Mostar, SR Bosnien und Herzegowina, SFR Jugoslawien) ist ein ehemaliger bosnischer Tennisspieler.

## Karriere
Tomislav Brkić spielte hauptsächlich auf der ATP Challenger Tour und der ITF Future Tour. Er konnte 16 Einzel- und 29 Doppeltitel auf der Future Tour feiern. Auf der Challenger Tour gewann er sein erstes Turnier in Sarajevo im Jahr 2013.
Tomislav Brkić spielte seit 2008 für die bosnisch-herzegowinische Davis-Cup-Mannschaft. Für diese trat er in 15 Begegnungen an, wobei er im Einzel eine Bilanz von 3:7 und im Doppel eine Bilanz von 14:6 aufzuweisen hat. Zusammen mit Mirza Bašić ist er das beste Doppel der bosnischen Davis-Cup-Geschichte.
Seit März 2023 ist er nicht mehr international aktiv.

## Erfolge
| Legende (Anzahl der Siege)  |
| Grand Slam                  |
| ATP World Tour Finals       |
| ATP World Tour Masters 1000 |
| ATP World Tour 500          |
| ATP World Tour 250 (2)      |
| ATP Challenger Tour (12)    |

| ATP-Titel nach Belag |
| Hartplatz (0)        |
| Sand (2)             |
| Rasen (0)            |

### Doppel

#### Turniersiege

##### ATP Tour
| Nr. | Datum         | Turnier      | Belag | Partner          | Finalgegner                 | Ergebnis |
| --- | ------------- | ------------ | ----- | ---------------- | --------------------------- | -------- |
| 1.  | 7. März 2021  | Buenos Aires | Sand  | Nikola Čačić     | Ariel Behar Gonzalo Escobar | 6:3, 7:5 |
| 2.  | 24. Juli 2022 | Gstaad       | Sand  | Francisco Cabral | Robin Haase Philipp Oswald  | 6:4, 6:4 |

##### ATP Challenger Tour
| Nr. | Datum              | Turnier      | Belag         | Partner         | Finalgegner                          | Ergebnis          |
| --- | ------------------ | ------------ | ------------- | --------------- | ------------------------------------ | ----------------- |
| 1.  | 17. März 2013      | Sarajevo     | Hartplatz (i) | Mirza Bašić     | Karol Beck Igor Zelenay              | 6:3, 7:5          |
| 2.  | 18. November 2017  | Pune         | Hartplatz     | Ante Pavić      | Pedro Martínez Adrián Menéndez       | 6:1, 7:65         |
| 3.  | 23. Juni 2018      | Poprad-Tatry | Sand          | Ante Pavić      | Nikola Čačić Luca Margaroli          | 6:3, 4:6, [16:14] |
| 4.  | 29. Juli 2018      | Padua        | Sand          | Ante Pavić      | Walter Trusendi Andrea Vavassori     | 6:2, 7:64         |
| 5.  | 29. Juni 2019      | Mailand      | Sand          | Ante Pavić      | Andrej Wassileuski Andrea Vavassori  | 7:66, 6:2         |
| 6.  | 14. Juli 2019      | Perugia      | Sand          | Ante Pavić      | Rogério Dutra da Silva Szymon Walków | 6:4, 6:3          |
| 7.  | 17. August 2019    | Cordenons    | Sand          | Ante Pavić      | Nikola Čačić Antonio Šančić          | 6:2, 6:3          |
| 8.  | 25. August 2019    | L’Aquila     | Sand          | Ante Pavić      | Luca Margaroli Andrea Vavassori      | 6:3, 6:2          |
| 9.  | 21. September 2019 | Biella       | Sand          | Ante Pavić      | Ariel Behar Andrei Golubew           | 7:62, 6:4         |
| 10. | 26. September 2020 | Forlì        | Sand          | Nikola Čačić    | Andrei Golubew Andrea Vavassori      | 3:6, 7:5, [10:3]  |
| 11. | 10. Oktober 2020   | Parma        | Sand          | Marcelo Arévalo | Ariel Behar Gonzalo Escobar          | 6:4, 6:4          |
| 12. | 8. Oktober 2022    | Parma        | Sand          | Nikola Čačić    | Luis David Martínez Igor Zelenay     | 6:2, 6:2          |

#### Finalteilnahmen
| Nr. | Datum            | Turnier  | Belag         | Partner      | Finalgegner                           | Ergebnis         |
| --- | ---------------- | -------- | ------------- | ------------ | ------------------------------------- | ---------------- |
| 1.  | 11. April 2021   | Marbella | Sand          | Nikola Čačić | Ariel Behar Gonzalo Escobar           | 2:6, 4:6         |
| 2.  | 24. Juli 2021    | Umag     | Sand          | Nikola Čačić | Fernando Romboli David Vega Hernández | 3:6, 5:7         |
| 3.  | 24. Oktober 2021 | Moskau   | Hartplatz (i) | Nikola Čačić | Harri Heliövaara Matwé Middelkoop     | 5:7, 6:4, [9:11] |

## Abschneiden bei Grand-Slam-Turnieren

### Doppel
| Turnier         | 2021 | 2022 | 2023 | Karriere |
| --------------- | ---- | ---- | ---- | -------- |
| Australian Open | 2    | 1    | AF   | AF       |
| French Open     | VF   | 1    | —    | VF       |
| Wimbledon       | AF   | 1    | —    | AF       |
| US Open         | 2    | 1    | —    | 2        |